# Primärantrieb
Der Primärantrieb (seltener auch Primärtrieb genannt) verbindet die Kurbelwelle eines Motors mit der Eingangswelle des Getriebes. Der Primärantrieb kann bei Motorrädern als Zahnrad-, Rollenketten- oder Zahnriementrieb ausgeführt sein. Ist der Motor längs eingebaut (Kurbelwelle längs zur Fahrtrichtung), kann ohne Primärantrieb die Kraft direkt auf die Kupplung übertragen werden. Die Übersetzung ({\displaystyle i}) liegt gewöhnlich zwischen 1,5 und 4, das heißt die Kurbelwelle dreht schneller als die Eingangswelle des Getriebes, dafür ist dort das Drehmoment höher.